# Piano Particles
Piano Particles, stilisierte Eigenschreibweise PIANO PARTICLES (* 11. November 1981 in Herne als Steffen Wick), ist ein deutscher Komponist, Pianist, Sänger, Musikproduzent und Musikvideo-Regisseur. Er verbindet verschiedene Genre-Partikel zu neuen Klangwelten. Seine Kompositionen bewegen sich zwischen den vielfältigen Spielarten von Pop – wie Indie, Avant-Pop, Art-Pop, Chamber Pop, Elektro  – und klassisch-orchestralen Einflüssen. Besonderen Fokus legt er auf interdisziplinäre künstlerische Kollaborationen für die visuelle und räumliche Umsetzung seiner Musik.

## Werk

### Werdegang
Ausgebildet an den Musikhochschulen in Stuttgart und München, entdeckte Piano Particles schon früh sein Interesse an der Erforschung musikalischer Formen ohne stilistische oder ästhetische Grenzen.
Im Zentrum seines Schaffens steht das Klavier, um das sich neben seinem Gesang auch andere Besetzungen – vom Streichquartett über Elektronik und Schlagzeug bis zum Orchester – gruppieren.
Mit seiner Kombination aus klassisch-zeitgenössischen Kompositionsprinzipien und Singer-Songwriter-Strukturen überlagert Piano Particles akustische und elektronische Elemente verschiedener Genres zu neuen Klangwelten.

### AlbumWhite

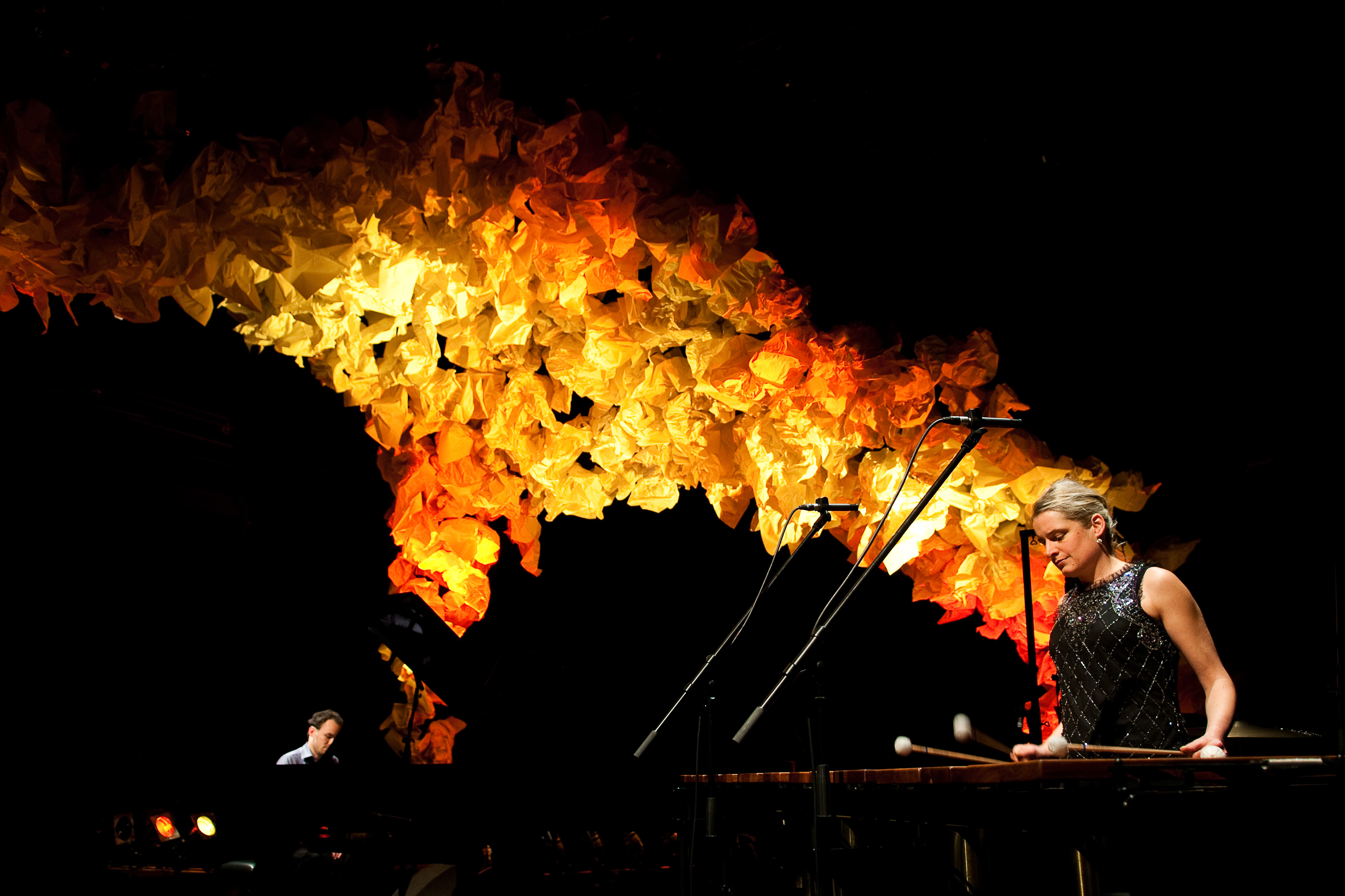
Piano Particles 2014 im Theaterhaus Stuttgart

Auf seinem Debütalbum White vereint Piano Particles Flügelklänge mit subtiler Elektronik und Gastinstrumenten wie Marimba, Cello, und Klarinette.
Im Video zum Song Aero zeigt sich die multidisziplinäre Ästhetik von Piano Particles besonders deutlich. Die Partitur wird in eine sinnliche und intuitiv erfassbare Animation übertragen, in der sich Optik und Sound gegenseitig bereichern – realisiert vom US-Künstler Stephen Malinowski, der bereits mit Künstlern wie Björk gearbeitet hat.
Für die Live-Shows zur Album-Tour White wurde eine Bühneninstallation aus 300 Papierteilen zu einem luftigen Bogen geformt. Ein weißes Gebilde mit Ecken und Kanten, das durch Projektionen mit immer neuen Bedeutungen aufgeladen wird und mit dem Red Dot Design Award ausgezeichnet wurde.

### AlbumBlue

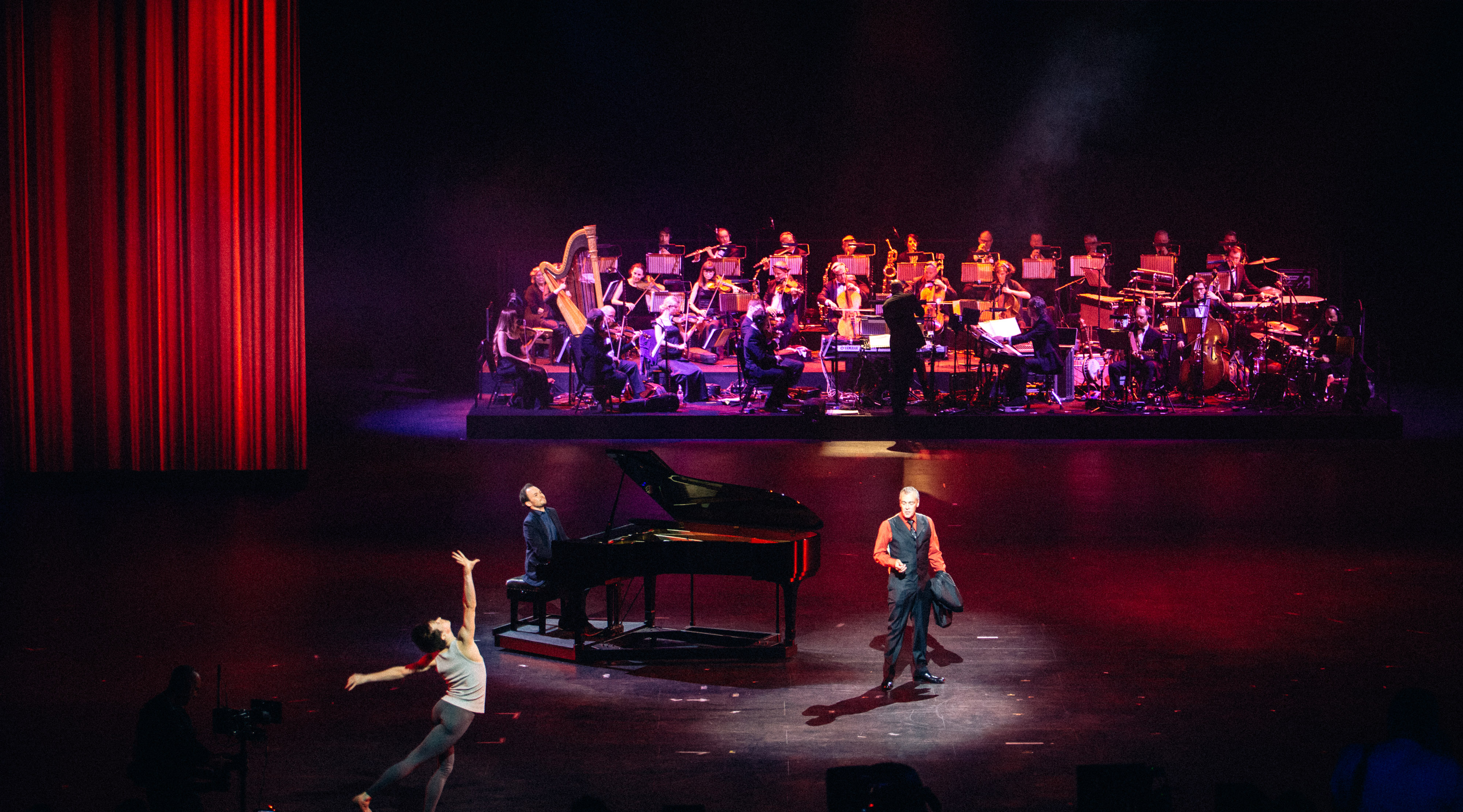
Piano Particles 2014 im Earls Court London mit John Hannah

Auf Blue erweitert Piano Particles seinen Radius um instrumentale Spielarten wie Electronic Dance Music mit ihren durchsetzungsstarken Bassfrequenzen, lautmalerische Vokalisen, zudem das Henschel Quartett und ein 16-köpfiges Streichorchester.
In zahlreichen interdisziplinären Arbeiten zu Blue zeigt Piano Particles auf außerordentliche Weise, welch kollaborative Kraft von seinem Schaffen ausgeht. Renommierte Choreografen entwickeln eigene Interpretationen von Blue – Eric Gauthier & Company am Theaterhaus Stuttgart, Marco Goecke gemeinsam mit dem Ballett des Staatstheaters am Gärtnerplatz in München und Tarek Assam zusammen mit der Ballettcompagnie sowie dem Orchester des Theater Gießen.
Die Musik von Piano Particles verselbständigt sich in immer neuen Perspektiven – ob im Earls Court London bei Auftritten mit Emeli Sandé und den Kaiser Chiefs oder auf der Berliner Fashion Week und der Volksbühne Berlin. Im Friedrichsbau Varieté Stuttgart entsteht rund um den eindringlichen Sound von  Blue eine Cirque-Nouveau-Show mit mehr als 50 Aufführungen und internationalem Artisten-Ensemble.
Für diese innovativen Formate wurde Piano Particles von der Initiative Kultur- und Kreativwirtschaft der Bundesregierung als Kultur- und Kreativpilot Deutschland ausgezeichnet.

## Diskografie
- 2014: White (Modul/Universal Music)[6]
- 2014: Blue (Modul/Universal Music)[7]

## Notenausgaben
- 2017: sheets I (Bosworth & Co. / Hal Leonard)[8]
- 2017: Reel & Reflex – for marimba and piano (Bosworth & Co / Hal Leonard)[9]

## Filmografie
- 2024: Particles, Regie & Musik für Musikvideo mit über 60 LGBTQI*-Personen. Gefördert von ARRI, Kulturreferat und Migrationsbeirat München.[10]
- 2023: Migrant Bird, Regie & Musik für Musikvideo[11]
- 2019: Manou the Swift, Musik zu 3D Kino-Animationsfilm, Sprecher (int. Fassung): Kate Winslet, Willem Dafoe | Sprecher (dt. Fassung): Friedrich Mücke, Oliver Kalkofe, Cassandra Steen[12]
- 2014: Rheingold – Gesichter eines Flusses, Musik zu Kino-Dokumentarfilm, Sprecher: Ben Becker, Senator Film Verleih[13]

## Belege
1. ↑   auf crew-united.com. Abgerufen am 3. Juli 2023.
2. ↑  about auf pianoparticles.com. Abgerufen am 20. Juli 2023.
3. ↑  Aero Musikvisualisierung auf youtube.com. Abgerufen am 24. April 2019.
4. ↑  PIANO PARTICLES und Gauthier Dance auf focus.de. Archiviert vom ursprünglichen Link am 16. März 2016. Abgerufen am 14. November 2014.
5. ↑  PIANO PARTICLES auf der Website des Theater Gießen. Archiviert vom ursprünglichen Link am 7. Juli 2017. Abgerufen am 24. April 2019.
6. ↑  Album White auf der Website von Universal Music Österreich. Abgerufen am 24. April 2019.
7. ↑  PIANO PARTICLES auf der Website von Universal Music Schweiz. Abgerufen am 24. April 2019.
8. ↑  PIANO PARTICLES – sheets I auf der Website von Hal Leonard Europe / Bosworth Edition. Abgerufen am 8. Juli 2023.
9. ↑  PIANO PARTICLES – Reel & Reflex auf der Website von Hal Leonard Europe / Bosworth Edition. Abgerufen am 8. Juli 2023.
10. ↑  Projekteintrag zu Particles auf crew-united.com. Abgerufen am 23. Mai 2024.
11. ↑  Projekteintrag zu Migrant Bird auf crew-united.com. Abgerufen am 23. Mai 2024.
12. ↑  Manou the Swift auf imdb.com. Abgerufen am 24. April 2019.
13. ↑  Filmkritik zu Rheingold – Gesichter eines Flusses auf Die Welt online. Abgerufen am 24. April 2019.

| Personendaten    | Personendaten                 |
| ---------------- | ----------------------------- |
| NAME             | Piano Particles               |
| ALTERNATIVNAMEN  | Wick, Steffen (Geburtsname)   |
| KURZBESCHREIBUNG | deutscher Musiker und Pianist |
| GEBURTSDATUM     | 17. November 1981             |
| GEBURTSORT       | Herne                         |